# Charaxes cinadon
Charaxes cinadon är en fjärilsart som beskrevs av William Chapman Hewitson 1870. Charaxes cinadon ingår i släktet Charaxes och familjen praktfjärilar. Inga underarter finns listade i Catalogue of Life.